# Harry Potter und der Feuerkelch (Film)
Harry Potter und der Feuerkelch ist ein britisch-US-amerikanischer Fantasyfilm und die Verfilmung des gleichnamigen Bestseller-Romans der englischen Autorin Joanne K. Rowling aus dem Jahr 2005. Er entstand unter der Regie von Mike Newell, welcher damit als der bereits dritte Regisseur der Reihe agierte. Die Weltpremiere fand am 6. November 2005 in London statt. In Deutschland und Österreich startete er am 16. November 2005. Dieser vierte Teil der Harry-Potter-Reihe spielte weltweit über 895,9 Millionen US-Dollar ein und belegt Platz 77 (Stand: 19. April 2025) auf der Liste der weltweit erfolgreichsten Filme und mit über 8 Millionen Zuschauern Platz 44 auf der Liste der erfolgreichsten Filme in Deutschland (Stand: 22. September 2017).

## Handlung
Der Film beginnt mit einem Albtraum Harrys, in dem ein Hausmeister sich nachts in ein verlassenes Haus begibt. Dort belauscht er zufällig ein Gespräch zwischen Lord Voldemort, seinem Diener Wurmschwanz und einem weiteren, bisher unbekannten Todesser. Die Schlange Nagini verrät den Lauschenden, woraufhin Voldemort diesen tötet.
Hermine weckt Harry und er wacht im Fuchsbau, dem Haus der Weasleys, auf. Gemeinsam brechen sie mit der Weasley-Familie zum Finale der Quidditchweltmeisterschaft auf, wobei Harry den Siebtklässler Cedric Diggory kennenlernt. Nach der Weltmeisterschaft werden die in Zelten übernachtenden Zuschauer von Todessern angegriffen. Der Anhänger Voldemorts, den Harry in seinem Traum gesehen hatte, beschwört das Dunkle Mal, Voldemorts Zeichen, in den Nachthimmel.
Kurze Zeit später beginnt Harrys viertes Schuljahr in Hogwarts. Während der alljährlichen Eröffnungszeremonie verkündet Schulleiter Albus Dumbledore, dass in diesem Jahr das Trimagische Turnier in Hogwarts stattfindet, ein Wettbewerb zwischen den drei europäischen Zauberschulen Hogwarts, Beauxbatons und Durmstrang. Jede Schule stellt einen Champion, der sie im Rahmen des Wettbewerbs vertritt und drei Aufgaben erfüllen muss. Außerdem erscheint der Auror Alastor „Mad-Eye“ Moody als neuer Lehrer für das Fach „Verteidigung gegen die dunklen Künste“.

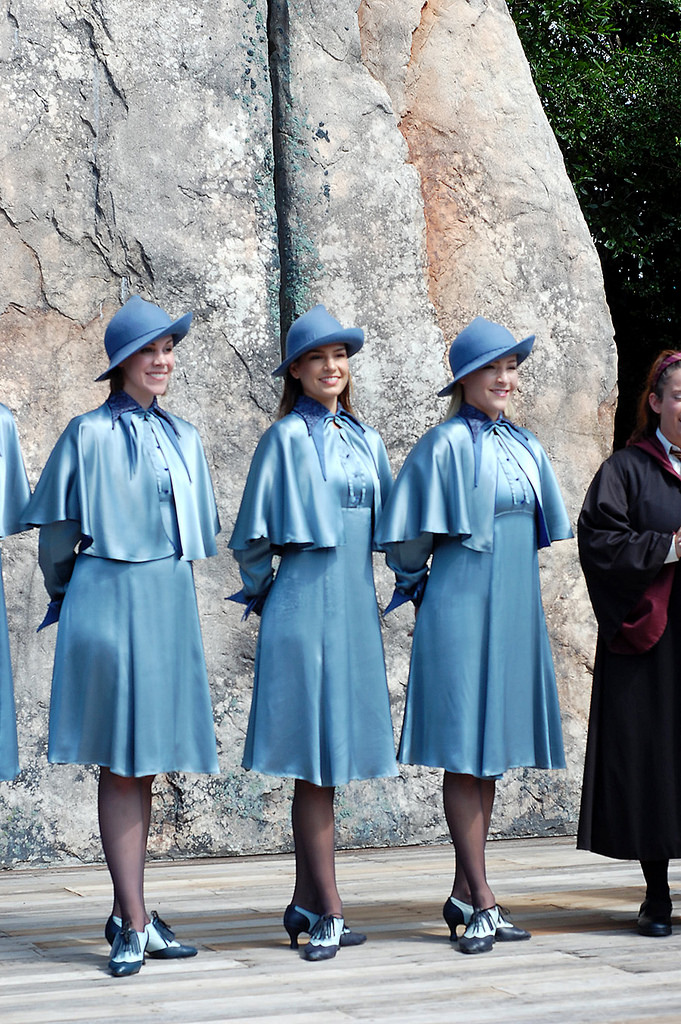
Die Schülerinnen aus Beauxbatons

Aufgrund der Gefährlichkeit der geplanten Aufgaben ist es nur Schülern ab 17 Jahren erlaubt, sich für das Trimagische Turnier zu bewerben. Hierzu muss derjenige einen Zettel mit seinem Namen in den Feuerkelch werfen, um den Dumbledore eine Altersgrenzlinie gezaubert hat. Der Feuerkelch wählt danach die drei Champions aus: Viktor Krum für Durmstrang, Fleur Delacour für Beauxbatons und Cedric Diggory für Hogwarts. Obwohl Harry erst 14 Jahre alt ist und beteuert, sich nicht beworben zu haben, spuckt der Feuerkelch noch einen vierten Zettel aus, auf dem sein Name steht. Barty Crouch Senior, der Ministeriumsbeauftragte für das Turnier, besteht auf Harrys Teilnahme, da die Entscheidung des Feuerkelches bindend ist. Die meisten Schüler sehen Cedric als den wahren Champion und Harry als Betrüger an. Selbst sein bester Freund Ron spricht eine Zeit lang nicht mehr mit Harry. Durch die heimliche Hilfe von Professor Moody, Hagrid sowie durch die Unterstützung seiner Freunde gelingt es Harry, die ersten beiden Aufgaben zu erfüllen.
Zwischenzeitlich verliebt Harry sich in die schüchterne Cho Chang, traut sich aber zu spät, sie zum Tanzball des Turniers einzuladen. Sie ist bereits mit Cedric Diggory verabredet. Zudem wird angedeutet, dass Hermine mehr als nur freundschaftliche Gefühle für Ron hegt, da sie sich verletzt darüber zeigt, dass Ron sie nur aus der Not heraus zu demselben Ball einladen wollte. Hermine geht mit Viktor Krum, der sie schon vorher gefragt hatte.

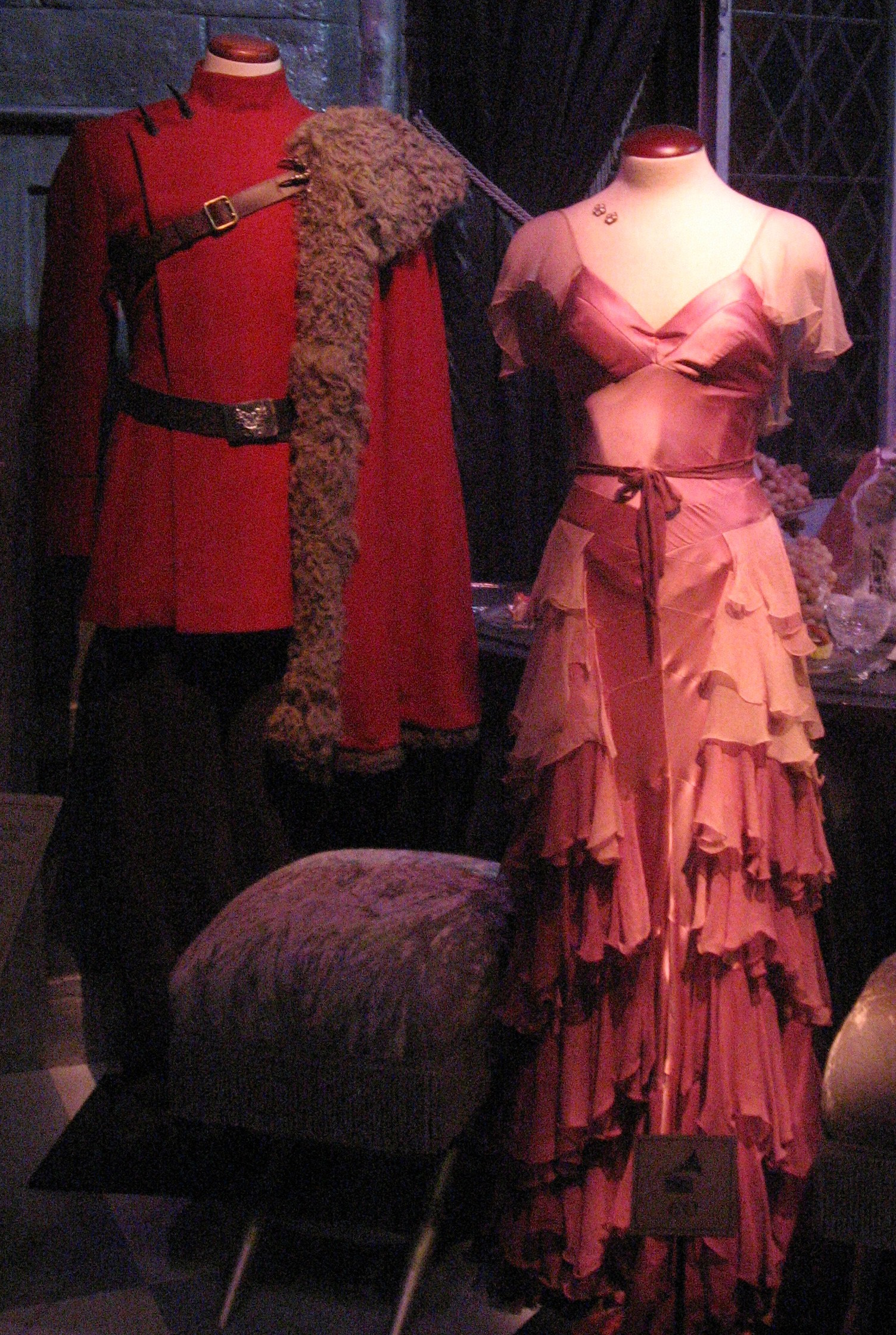
Krums und Hermines Kleider für den Weihnachtsball

Als Barty Crouch sen. auf den vermeintlichen Lehrer „Mad Eye“ Moody trifft, fühlt er sich durch dessen Mimik an seinen vermeintlich verstorbenen Sohn erinnert. Bei einem Spaziergang mit Hagrid, Ron und Hermine findet Harry später die Leiche von Crouch im Verbotenen Wald. Als Harry seinem Schulleiter Professor Dumbledore einen Besuch abstatten will, verlässt dieser zunächst kurz sein Büro, und Harry erfährt durch Dumbledores Denkarium, dass Crouchs Sohn Barty Crouch jun. als Todesser entlarvt wurde und Jahre später im Zauberergefängnis Askaban starb. Professor Snape war ebenfalls ein Todesser, lief aber später zu Dumbledore über und agierte als dessen Spion.
Die letzte Aufgabe für die vier Schulchampions ist es, den Trimagischen Pokal innerhalb eines Labyrinths zu finden. Harry und Cedric erreichen gleichzeitig den Pokal und sie entscheiden sich, ihn gemeinsam zu berühren und somit gemeinsame Sieger für Hogwarts zu werden. Als sie ihn anfassen, entpuppt sich der Pokal als Portschlüssel, der sie zu einem Friedhof teleportiert. Harry erkennt den Friedhof aus seinem Traum wieder. Wurmschwanz erscheint, tötet Cedric und verschafft mit einem Zauberritual Voldemort einen neuen Körper. Bei dem anschließenden Zauberduell zwischen Harry und Voldemort treffen sich Voldemorts Todesfluch und Harrys Entwaffnungszauber in der Luft. Dabei erscheinen die Geister derer, die Voldemort ermordet hat. Sie halten Voldemort kurzzeitig auf, damit Harry mit Cedrics Leiche mit Hilfe des Portschlüssels entkommen kann.
Zurück in Hogwarts bringt Moody den verstörten Harry in sein Büro und gesteht, Harrys Namen in den Feuerkelch geworfen und ihm bei den Aufgaben immer wieder geholfen zu haben, um ihn an Voldemort auszuliefern. Noch rechtzeitig kommen Dumbledore, McGonagall und Snape ins Büro, um den vermeintlichen Moody zu überwältigen. Sie entdecken in einer Truhe den echten Moody. Der Doppelgänger verwandelt sich langsam in den totgeglaubten Barty Crouch jr.
Am Ende wird in der Abschlussfeier von Hogwarts um Cedric getrauert; die Schüler von Beauxbatons und Durmstrang verabschieden sich und machen sich auf die Heimreise.

## Musik
Die Filmmusik wurde bei diesem Film nicht mehr von John Williams, der die Musik zu den ersten drei Filmen geschrieben hat, sondern von Patrick Doyle eingespielt, da Williams aufgrund von Terminkonflikten nicht zur Verfügung stand. Doyle hat sich dabei an Williams’ Vorlagen orientiert. Der Soundtrack lässt jedoch Teile von Williams’ eingängigem Thema vermissen, das zu einem der bekanntesten Filmthemen geworden ist.
Die fiktive Zauberer-Rockband Weird Sisters, die beim Weihnachtsball aufspielt, wurde mit Jarvis Cocker, dem Frontmann von Pulp, sowie Phil Selway und Jonny Greenwood, Schlagzeuger und Gitarrist von Radiohead, besetzt. Das Auftreten der Band wurde von Rowling abgesegnet. Die im Film verbliebene Sequenz ist deutlich kürzer. Eine ungeschnittene, rund drei Minuten lange Version von ‚Do The Hippogriff‘ mit einer besseren Überleitung von den Walzerpaaren sowie dem unfreiwilligen Stagediving Professor Flitwicks (Warwick Davis) zu dem Rock-Gig ist als nicht verwendete Szene auf der Doppel-DVD-Edition sowie der HD DVD und Blu-ray-Ausgabe enthalten. Außerdem sind alle drei für den Film geschriebenen Titel der Weird Sisters (‚Do The Hippogriff‘, ‚This Is The Night‘ und ‚Magic Works‘) in voller Länge auf der Soundtrack-CD enthalten.

## Synchronisation
Die deutsche Synchronbearbeitung entstand bei FFS Film- & Fernseh-Synchron in München und Berlin. Frank Schaff verfasste das Dialogbuch.
| Rolle                   | Darsteller           | Synchronsprecher      |              |
| Hauptfiguren            | Hauptfiguren         | Hauptfiguren          | Hauptfiguren |
| ----------------------- | -------------------- | --------------------- | ------------ |
| Harry Potter            | Daniel Radcliffe     | Nico Sablik           |              |
| Ron Weasley             | Rupert Grint         | Max Felder            |              |
| Hermine Granger         | Emma Watson          | Gabrielle Pietermann  |              |
| Lehrkörper von Hogwarts |                      |                       |              |
| Albus Dumbledore        | Michael Gambon       | Klaus Höhne           |              |
| Minerva McGonagall      | Maggie Smith         | Edith Schneider       |              |
| Severus Snape           | Alan Rickman         | Bernd Rumpf           |              |
| Rubeus Hagrid           | Robbie Coltrane      | Hartmut Neugebauer    |              |
| Alastor „Mad-Eye“ Moody | Brendan Gleeson      | Roland Hemmo          |              |
| Filius Flitwick         | Warwick Davis        | Mogens von Gadow      |              |
| Argus Filch             | David Bradley        | Fred Maire            |              |
| Todesser                |                      |                       |              |
| Lord Voldemort          | Ralph Fiennes        | Udo Schenk            |              |
| Peter Pettigrew         | Timothy Spall        | Gudo Hoegel           |              |
| Lucius Malfoy           | Jason Isaacs         | Wolfgang Müller       |              |
| Barty Crouch Junior     | David Tennant        | Manou Lubowski        |              |
| Zauberwelt              |                      |                       |              |
| Rita Kimmkorn           | Miranda Richardson   | Dagmar Dempe          |              |
| Sirius Black            | Gary Oldman          | Pierre Peters-Arnolds |              |
| Arthur Weasley          | Mark Williams        | Leon Rainer           |              |
| Cornelius Fudge         | Robert Hardy         | Norbert Gastell       |              |
| Bartemius Crouch        | Roger Lloyd-Pack     | Frank Engelhardt      |              |
| James Potter            | Adrian Rawlins       | Udo Wachtveitl        |              |
| Lily Potter             | Geraldine Somerville | Sonja Reichelt        |              |

| Rolle                   | Darsteller              | Synchronsprecher        |                         |
| Figuren von Beauxbatons | Figuren von Beauxbatons | Figuren von Beauxbatons | Figuren von Beauxbatons |
| ----------------------- | ----------------------- | ----------------------- | ----------------------- |
| Fleur Delacour          | Clémence Poésy          | Tatjana Pokorny         |                         |
| Gabrielle Delacour      | Angelica Mandy          | Hannah von Rebay        |                         |
| Olympe Maxime           | Frances de la Tour      | France Arnaud           |                         |
| Figuren von Durmstrang  |                         |                         |                         |
| Igor Karkaroff          | Predrag Bjelac          | Arthur Galiandin        |                         |
| Viktor Krum             | Stanislaw Janewski      | Oleg Borissiv           |                         |
| Schüler von Hogwarts    |                         |                         |                         |
| Cedric Diggory          | Robert Pattinson        | Clemens Ostermann       |                         |
| Cho Chang               | Katie Leung             | Farina Brock            |                         |
| Fred Weasley            | James Phelps            | Stefan Günther          |                         |
| George Weasley          | Oliver Phelps           | Stefan Günther          |                         |
| Ginny Weasley           | Bonnie Wright           | Marcia von Rebay        |                         |
| Draco Malfoy            | Tom Felton              | Moritz Petramer         |                         |
| Neville Longbottom      | Matthew Lewis           | Fabian Rohm             |                         |
| Seamus Finnigan         | Devon Murray            | Daniel Haidinger        |                         |
| Vincent Crabbe          | Jamie Waylett           | Moritz Wagner           |                         |
| Gregory Goyle           | Joshua Herdman          | Lukas Borcherding       |                         |
| Parvati Patil           | Shefali Chowdhury       | Martina Krause          |                         |
| Padma Patil             | Afshan Azad             | Malika Bayerwaltes      |                         |
| Angelina Johnson        | Tiana Benjamin          | Angela Wiederhut        |                         |
| Andere                  |                         |                         |                         |
| Die Maulende Myrte      | Shirley Henderson       | Sabine Bohlmann         |                         |
| Frank Bryce             | Eric Sykes              | Klaus Münster           |                         |

## Kritiken
Der Film erhielt überwiegend positive Kritiken und erreichte bei Rotten Tomatoes eine Bewertung von 88 %, basierend auf 246 Kritiken. Bei Metacritic konnte ein Metascore von 81, basierend auf 38 Kritiken, erzielt werden.

„‚Harry Potter und der Feuerkelch‘ ist eben nicht nur ein Gruselfilm, sondern erzählt auch eine andere Geschichte: die der leidenden, pubertierenden Teenager. Die seltenen Momente, die die Beziehung der Protagonisten untereinander behandeln, sind liebevoll und zum Brüllen komisch. Tanzstunden sind für Jungen eine Qual, und dann noch mit der alten Lehrerin – schlimmer geht’s nicht. Die erste Liebe ist unbeholfen, aufregend und irgendwie lächerlich – Regisseur Newell versteht es, diesen Zustand umzusetzen. Treue Potter-Film-Fans haben im Übrigen große Freude an den körperlichen Veränderungen der Hauptdarsteller – die breiten Kreuze, die Muskeln und der beginnende Bartwuchs sind deutlich sichtbar. Immerhin hatten Daniel Radcliffe und Co. seit dem ersten Film fünf Jahre Zeit, zu wachsen.“

„Während seines vierten Jahres auf der Zauberschule Hogwarts muss Harry einige lebensgefährliche Prüfungen überstehen. Das wird zum Teil so drastisch gezeigt, dass Kinder in diesem Film rein gar nichts verloren haben.“

„Magische Kelche, feuerspeiende Drachen, böse Zauberer – alles schön und gut. Was aber könnte verhexter sein als die Pubertät? In Mike Newells Adaption des vierten Harry-Potter-Bandes kämpft der Jungmagier für Liebe und Anerkennung – und gegen sein Image.“

## Auszeichnungen
Preise:
- 2006: BAFTA Award in der Kategorie Bestes Szenenbild für Stuart Craig und Stephanie McMillan
- 2006: Empire-Award für die gesamte Harry-Potter-Filmreihe
- 2006: DIVA-Award – Der Deutsche Kinopreis (Publikumspreis)

Nominierungen:
- 2006: Oscar-Nominierung in der Kategorie Bestes Szenenbild für Stuart Craig und Stephanie McMillan
- 2006: BAFTA-Award-Nominierung in der Kategorie Beste visuelle Effekte für Jim Mitchell, John Richardson, Tim Webber und Tim Alexander
- 2006: BAFTA-Award-Nominierung in der Kategorie Beste Maske für Nick Dudman, Amanda Knight und Eithne Fennel
- 2006: Empire-Award-Nominierung in den Kategorien Bester britischer Film und Bester Sci-Fi-/Fantasy-Film

Die Deutsche Film- und Medienbewertung (FBW) zeichnete den Film mit dem Prädikat „wertvoll“ aus.

## Dreharbeiten
Der Film Harry Potter und der Feuerkelch war der bislang umfangreichste Film der Harry-Potter-Reihe. Die Idee, aus dem Buch zwei Filme zu machen, lehnte Regisseur Mike Newell strikt ab. So wurden, um den Rahmen eines Spielfilms nicht zu sprengen, einige Figuren und Szenen aus der Handlung gestrichen.
Für die umfangreichen Tauchszenen musste Daniel Radcliffe tauchen lernen und rund einen Monat jene Szenen in einer sechs Meter tiefen Bluescreen-Tauchbox filmen. Zum Abschluss dieser separaten Dreharbeiten bekam er von den Tauchlehrern ein Tauchlogbuch geschenkt, in dem fein säuberlich die ca. 42 Stunden Tauchgänge verzeichnet waren.

## Sonstiges
Die Spezialeffekte kommen von ILM (Industrial Light and Magic).
Im Abspann wird – zusätzlich zum normalerweise am Filmende stehenden Siegel „No animals were harmed …“ – scherzhaft darauf hingewiesen, dass bei den Dreharbeiten kein Drache zu Schaden gekommen sei.
Nach dem Abspann ist kurz der Schriftzug „Mary Selway 1936–2004“ zu sehen, der einen Nachruf an die noch während der Dreharbeiten an Krebs verstorbene Casting-Direktorin des Filmes darstellt.
Die Free-TV-Premiere im deutschen Fernsehen fand am 2. Januar 2009 im ZDF statt.

## Unterschiede zur Romanvorlage
Wie bereits angemerkt, fehlen einige Figuren und Handlungen des Romans im Film. Ferner treten auch Widersprüche zwischen Film und Buch auf:
- Die Hintergrundgeschichte des Riddle-Hauses und von Frank Bryce fehlen im Film. Im Buch wird dabei angedeutet, dass Voldemort seinen Vater und seine Großeltern ermordet hat. Außerdem ist Barty Crouch jun. im Buch nicht im Riddle-Haus.
- Im Buch hat Harry seinen Albtraum noch im Ligusterweg, wo er später von den Weasleys abgeholt wird. Im Film ist er da bereits im Fuchsbau. Außerdem benachrichtigt er Sirius im Buch noch am selben Tag statt wie im Film erst auf dem Weg nach Hogwarts.
- Cedrics Vater Amos Diggory verhält sich im Buch schadenfroh gegenüber Harry, nachdem sein Sohn ihn im vorherigen Schuljahr im Quidditch besiegt hat. Im Film begegnet er Harry mit deutlich mehr Respekt, das Quidditchspiel wird niemals erwähnt. Mr. Diggorys emotionale Reaktion auf Cedrics Tod kommt nur im Film vor.
- Einige Figuren aus der Buchvorlage fehlen, darunter Bill und Charlie Weasley (Hagrid erwähnt nur, dass Charlie geholfen habe, die Drachen für die erste Aufgabe nach Hogwarts zu bringen), Dobby, Dracos Mutter Narzissa Malfoy sowie Winky, die Hauselfe der Familie Crouch. Auch fehlt Percy Weasley, obwohl er zu der Zeit noch bei den Weasleys wohnt und für Mr. Crouch arbeitet. Dafür kommt der Gryffindor-Schüler Nigel im Buch nicht vor.
- Auch fehlt Ludo Bagman, der Leiter der Abteilung für magische Spiele und Sportarten im Zaubereiministerium, obgleich er für den Film geplant war. Damit entfällt auch, dass er bei der Weltmeisterschaft Fred und George um ihren Einsatz betrügt und wie er Harry beim Turnier unterstützen will, weil er zum Begleichen seiner Spielschulden bei Kobolden gewettet hatte, dass Harry gewinnt. Nach Harrys und Cedrics Doppelsieg taucht er unter und Harry schenkt Fred und George zur Entschädigung das Preisgeld aus dem Turnier. Seine Aufgaben als Kommentator übernehmen im Film Fudge und Dumbledore.
- Die im Buch für die Handlung bedeutungsvolle Hexe Berta Jorkins wird nicht erwähnt. Während ihres Urlaubs in Albanien war sie verschwunden. Tatsächlich wurde sie von Wurmschwanz zu Voldemort gebracht. Von ihr erfuhr er, dass Barty Crouch jun. noch am Leben ist sowie vom trimagischen Turnier und dass Alastor Moody das nächste Jahr in Hogwarts unterrichten würde. Anschließend wurde sie von Voldemort getötet. Im Film bleibt unbeantwortet, woher Voldemort seine Informationen hatte.
- Im Film befindet sich die Ministerloge des Stadions der Quidditchweltmeisterschaft in einer mittleren Etage, im Buch in der obersten, wo neben den Malfoys auch Harry, Hermine, die Weasleys, Bagman, Winky und (unsichtbar) Barty Crouch jun. sitzen. Im Buch stiehlt dieser Harrys Zauberstab und beschwört, während die Todesser wüten, mit diesem das dunkle Mal. Später wird Winky mit dem Zauberstab erwischt und der Tat beschuldigt. Im Film erscheint Crouch erst, als der Zeltplatz leer ist, und benutzt einen anderen (seinen?) Zauberstab für die Beschwörung.
- Der Aufruhr im Ministerium nach der Weltmeisterschaft wird im Film nur kurz angedeutet und nach Schuljahresbeginn nicht mehr thematisiert.
- Der Angriff auf Moodys Haus kommt nicht vor und wird bis zum Ende nicht erwähnt.
- Die knallrümpfigen Kröter, ein von Hagrid erschaffenes Tierwesen, lässt der Film weg.
- Im Buch treffen die Delegationen der anderen Schulen erst am 30. Oktober ein, im Film zu Schuljahresbeginn.
- Im Film besteht die Delegation von Beauxbatons nur aus Schülerinnen, die von Durmstrang nur aus Schülern. Im Buch schicken beide Schulen Schüler beiderlei Geschlechts. Außerdem sind im Buch die Uniformen von Durmstrang rot (wie im Film ihre Festumhänge), im Film jedoch braun.
- Im Buch bleibt Dumbledore, nachdem der Feuerkelch Harrys Namen ausgeworfen hat, ruhig, während er Harry im Film sichtlich gewaltsam konfrontiert.
- Die Eichung der Zauberstäbe fehlt im Film.
- Harrys Unterhaltung mit Sirius im Gryffindor-Gemeinschaftsraum ist im Film ihre einzige Begegnung. Ihr Aufeinandertreffen in Hogsmeade und Sirius’ Besuch an Harrys Krankenbett kommen nicht vor.
- Im Buch weiß Ron nichts über die erste Aufgabe, stattdessen begegnet Harry in Hogsmeade „Moody“ und Hagrid, welcher Harry bei der Gelegenheit erzählt, dass er ihm etwas Wichtiges zeigen will. Außerdem wird im Film nicht gezeigt, dass Karkaroff ebenfalls vor der ersten Aufgabe von den Drachen wusste.
- Dass sich der Drache von der Kette losreißt sowie die anschließende Verfolgungsjagd, bei der sich der Drache an der Brücke verletzt und in den Schlossgraben fällt, kommt nur im Film vor.
- Im Film wird nicht offen gesagt, dass Hagrid ein Halbriese ist. Der Artikel über ihn von Rita Kimmkorn sowie seine Vertretung Wilhelmina Raue-Pritsche kommen nicht vor. Das Gespräch mit Madam Maxime, das Harry, Ron und Rita belauschen, artet im Film nicht in einen Streit aus, sondern verläuft friedlich.
- Der Artikel über Hermines angebliche Verhältnisse zu Harry und Viktor Krum wird im Film nur kurz (vor dem Weihnachtsball!) angesprochen und hat keinen weiteren Einfluss auf die Handlung. Hermine muss im Gegensatz zum Buch keine Konsequenzen tragen.
- Das Orchester von Professor Flitwick kommt in der gesamten Buchreihe nicht vor. Die musikalische Unterhaltung während des Weihnachtsballs liegt zur Gänze bei den Schwestern des Schicksals.
- Die Unterhaltung zwischen Snape und Karkaroff auf dem Weihnachtsball wurde gedreht, aber aus dem Film herausgeschnitten. So wie auch die im Buch enthaltene Szene in der Karkaroff Snape in einer Zaubertränke-Stunde unterbricht und ihn unbedingt sprechen will.
- Im Buch erhält Harry den Rat von Cedric bereits auf dem Weihnachtsball, und schiebt ihn nur aus Bequemlichkeit auf, während er ihn im Film erst zwei Tage vor der zweiten Aufgabe erhält. Somit findet auch sein Besuch im Badezimmer der Vertrauensschüler zeitlich näher an der Aufgabe statt als im Buch.
- Außerdem sieht er im Buch nach Verlassen des Badezimmers auf der Karte des Rumtreibers „Bartemius Crouch“ (den er für Barty Crouch sen. hält) in Snapes Büro. Auf dem Weg dorthin bleibt er in einer Treppe hängen und wird von Moody, dem Harry danach die Karte ausleiht, vor Filch und Snape gerettet. Im Film fehlt die Szene.
- Während Harry im Film von Neville das Dianthuskraut für die zweite Aufgabe erhält, bekommt er es im Buch von Dobby, der es aus Snapes Vorratsschrank gestohlen hat. Dennoch erwähnt Snape auch im Film den Diebstahl des Dianthuskrauts. Jedoch war es auch im Buch Barty Crouchs Plan, dass Neville mit seinem Wasserpflanzenlexikon Harry auf die Idee bringt, Dianthuskraut zu nutzen.
- Während im Buch Barty Crouch sen. nach der ersten Aufgabe bis zu seiner Flucht nach Hogwarts, bei welcher er von Harry und Viktor Krum aufgegriffen wird, nicht auftritt, ist er im Film bis nach der zweiten Aufgabe zu sehen. Hier erkennt er seinen getarnten Sohn, der sich durch ein Zungenschnalzen (das im Buch nicht vorkommt) verrät. Harry findet später die Leiche von Barty Crouch sen. Im Buch holt Harry Dumbledore, in der Zwischenzeit wurde Viktor betäubt und Crouch ist verschwunden. Im Film wird zudem nicht aufgeklärt, dass er von seinem eigenen Sohn ermordet wurde.
- Harrys zweiter Albtraum über Voldemort kommt nicht vor.
- Im Film sieht Harry in der Denkariumsszene nur Karkaroffs Verhör, welches Rita Kimmkorn protokolliert und bei welchem er neben Augustus Rookwood auch den als freien Mann anwesenden Barty Crouch jun. als Todesser preisgibt. Im Buch sieht Harry drei Prozesse: das Verhör von Karkaroff, die Verhandlung gegen Ludo Bagman (diese ist es, die von Rita protokolliert wird) und den Prozess, in dem Barty Crouch jun. und die drei Lestranges auf der Anklagebank sitzen.
- Barty Crouch juns. Darstellung weicht stark von der im Buch ab. Dort wird er vor Gericht als ein unsicherer, seinen Vater um Gnade anflehender Junge gezeigt, weshalb seine Schuld auch angezweifelt wird. Im Film ist Crouch jun. sehr viel selbstbewusster und leugnet seine Verbrechen vor seinem Vater nicht, er scheint sogar stolz auf diese zu sein.
- Nevilles Geschichte wird im Film nur angedeutet und nicht so stark thematisiert wie im Buch.
- Im Buch reisen die Familien der Champions zur dritten Aufgabe nach Hogwarts, für Harry kommen Molly und Bill Weasley (der bei der Gelegenheit Fleur, seine spätere Ehefrau, kennenlernt). Im Film kommt dies nicht vor, stattdessen ist Arthur Weasley bei der dritten Aufgabe dabei, zusammen mit Cedrics Vater Amos Diggory, der im Gegensatz zum Buch nicht von seiner Frau begleitet wird.
- Der letzte Kimmkorn-Artikel über Harry, der im folgenden Band den Grundstein der Hetze des Ministeriums gegen ihn legt, fehlt im Film. Ob Rita Kimmkorn wie im Buch ein Animagus ist, lässt der Film unbeantwortet.
- Dass die Hecken des Irrgartens „lebendig“ sind und dass sich die Champions dort laut Dumbledore sich selbst verlieren können, kommt nur im Film vor. Im Buch sind Tierwesen und Zauberbanne die Hindernisse, und Harry erkennt nicht (im Gegensatz zum Film), dass Viktor unter dem Imperiusfluch steht.
- Im Buch wird Harrys Bein schwer verletzt, als er mit Cedric im Irrgarten gegen eine große Spinne kämpft, ein Handycap im Kampf gegen Voldemort, das erst lange nach seiner Rückkehr nach Hogwarts durch die Tränen von Fawkes dem Phönix geheilt wird. Im Film kämpft Harry ohne so eine Verletzung gegen Voldemort.
- Obwohl Nagini in der ersten Szene eingeführt wird, ist sie während der Ereignisse auf dem Friedhof (im Gegensatz zum Buch) nicht zu sehen.
- Im Film erfährt man nicht, wie Dumbledore rechtzeitig begriffen hat, dass nicht der echte Moody Harry mitgenommen hatte.
- Im Buch erklärt Barty Crouch jun., dass er und seine todkranke Mutter mittels Vielsaft-Tranks die Rollen getauscht und ihn so aus Askaban geschmuggelt haben, und wie er danach von seinem Vater mit dem Imperiusfluch im Haus gefangen gehalten wurde (wo ihn einmal Berta Jorkins entdeckte, aber Crouch sen. ihr Gedächtnis löschte). Wie er im Film aus Askaban entkam, wird nicht erwähnt, es wird sich aber wohl anders zugetragen haben als im Buch. Dass er später durch den Kuss des Dementors seiner Seele beraubt wird, kommt im Film nicht vor.
- Das Zerwürfnis zwischen Dumbledore und Fudge an Harrys Krankenbett sowie Dumbledores sofortige Aktivierung des Widerstandsordens wird weggelassen, ebenso Hagrids und Madame Maximes Auftrag für die Sommerferien.
- Die 1000 Galleonen Preisgeld für den Turniersieger fallen gänzlich weg, somit auch Harrys Absicht, diese zuerst Cedrics trauernden Eltern anzubieten und sein späterer Entschluss, das Geld Fred und George Weasley für den Scherzartikelladen zu schenken.
- Der Handlungsstrang um die Hauselfen Winky und Dobby in der Küche von Hogwarts aus dem Roman kommt im Film nicht vor. Hermine gründet auch keine Bewegung zur Einforderung von Elfenrechten.
- Dumbledore erzählt Harry im Film nicht, dass die Phönixfedern in Harrys und Voldemorts Zauberstäben von Fawkes stammen.

## Filmbesucherzahlen
| Land           | Besucher 2005 | Besucher 2006 | Insgesamt 2005/2006 |
| -------------- | ------------- | ------------- | ------------------- |
| USA            | 43.226.701    | 1.974.027     | 45.200.728          |
| Großbritannien | 10.035.788    | 370.117       | 10.405.905          |
| Deutschland    | 7.312.059     | 636.294       | 7.948.353           |
| Frankreich     | 6.730.000     | 631.678       | 7.361.678           |
| Spanien        | 3.604.492     | 274.833       | 3.879.325           |
| Italien        | 3.577.799     | 152 011       | 3.729.810           |
| Polen          | 1.373.747     | 121.283       | 1.495.030           |
| Niederlande    | 1.016.097     | 336.919       | 1.353.016           |
| Belgien        | 1.106.322     | –             | 1.106.322           |
| Schweden       | 753.039       | 108.221       | 861.260             |
| Türkei         | 749.704       | –             | 749.704             |
| Österreich     | 699.372       | 43.776        | 743.148             |
| Tschechien     | 467.182       | 239.675       | 706.857             |
| Schweiz        | 612.090       | 79.935        | 692.025             |
| Dänemark       | 623.656       | 58.783        | 682.439             |